# National Road Series (Australie)
Pour les articles homonymes, voir National Road Series.
Le National Road Series est une compétition de cyclisme sur route australienne, organisée par Cycling Australia, la fédération australienne de cyclisme. C'est un calendrier de courses disputées durant l'année et donnant lieu à des classements aux points individuels et par équipe.
En 2017, le National Road Series comprend sept courses pour les femmes et est remporté par Shannon Malseed. Le calendrier masculin comprend huit courses et voit la victoire de Michael Freiberg.

## Palmarès
| Année | Vainqueur femmes | Vainqueur hommes    |
| ----- | ---------------- | ------------------- |
| 2000  |                  | Benjamin Day        |
| 2001  |                  | Peter Milostic      |
| 2002  |                  | Russell Van Hout    |
| 2003  |                  | Brett Aitken        |
| 2004  |                  | Robert McLachlan    |
| 2005  |                  | David McKenzie      |
| 2006  |                  | Robert McLachlan    |
| 2007  |                  | Stuart Shaw         |
| 2008  |                  | David Pell          |
| 2009  |                  | William Clarke      |
| 2010  |                  | Patrick Shaw        |
| 2011  |                  | Nathan Haas         |
| 2012  |                  | Luke Davison        |
| 2013  |                  | Jack Haig           |
| 2014  |                  | Joseph Cooper       |
| 2015  |                  | Patrick Bevin       |
| 2016  | Lisen Hockings   | Joseph Cooper       |
| 2017  | Shannon Malseed  | Michael Freiberg    |
| 2018  |                  | Raphael Freienstein |
| 2019  |                  | Jarrad Drizners     |